# Clemente de Jesús Munguía
Clemente de Jesús Munguía y Núñez (Los Reyes de Salgado, Michoacán, Virreinato de Nueva España, Imperio Español, 22 de noviembre de 1810 - Roma, Estados Pontificios, 14 de diciembre de 1868) fue un abogado, sacerdote católico y académico mexicano.

## Semblanza biográfica
Realizó sus estudios en el Seminario Conciliar de Morelia. Fue compañero y amigo de Melchor Ocampo. Obtuvo el título de abogado, ejerció esta profesión en Morelia y en la Ciudad de México. Se ordenó sacerdote, de igual forma, ejerció su ministerio en Morelia. Impartió cátedra de gramática, literatura, y derecho en el Seminario Conciliar, del cual fue rector. Fue canónigo de la Catedral de Morelia y se consagró obispo de la diócesis en 1850.
Fundó el Colegio Clerical, y las Nazarenas de Zamora. En 1854, siguiendo la bula Deo Optimo Maximo de Pio IX erigió la diócesis de San Luis Potosí, cuyo territorio quedó conformado con parte de los territorios de las diócesis de Morelia, Guadalajara y México. Se manifestó abiertamente en contra de las Leyes de Reforma y del régimen liberal, por tal motivo, fue desterrado en 1861 por órdenes de Benito Juárez.
En 1863, durante su estancia en Roma, su diócesis elevada a arquidiócesis, de esta forma se convirtió en el primer arzobispo de Morelia. Regresó a México durante el Segundo Imperio Mexicano, sin embargo, cuando Maximiliano de Habsburgo declaró su ideología liberal y contraria a los intereses de la Iglesia católica, nuevamente se vio forzado a abandonar el país en 1865. Murió en el exilio, en Roma, el 14 de diciembre de 1868.

## Obras
Sus escritos, manifiestos y libros son extensos y variados. Fue elegido miembro correspondiente de la Real Academia Española.
- Lecciones práctias de lengua castellana o colección de piezas en prosa y en verso, libro de texto.
- Curso sobre jurisprudencia universal, libro de texto, 1844.
- Derecho natural, internacional, público, político y constitucional, libro de texto.
- Curso de derecho universal o exposición metódica de los principios del derecho divino y del derecho humano, 1844.
- Discurso sobre la bella literatura
- Arengas
- Disertación sobre el estudio de la lengua castellana, 1845.
- Sobre la elocuencia religiosa
- Lecciones prácticas de lengua castellana
- Discurso sobre el estudio de la lengua
- Gramática general
- Estudios oratorios
- Del derecho natural en diversas manifestaciones
- Exposición de la doctrina católica sobre los dogmas de la religión
- Observaciones críticas, 1841.
- Tratado del culto, 1844.
- Los principios de la Iglesia Católica comparados con los de las escuelas racionalistas. Seguidos de una memria sobre el origen, progresos y estado actual de la enseñanza y educación en el Seminario Tridentino de Michoacán, 1849.
- Colección de opúsculos, 1850.
- Manifiesto que dirige a la nación mexicana, explicando su conducta con motivo de su negativa del día 16 de enero al juramento civil, según la fórmula que se le presentó, y de su allanamiento posterior a jurar bajo la misma en el sentido del artículo 50, atribución XII de la Constitución Federal, 1851.
- Del pensamiento y su enunciación, 1852.
- Protesta contra el juramento constitucional, 1852.
- Reflexiones sobre el juramento constitucional, 1857.
- Controversia pacífica sobre la nueva Constitución, 1857.
- Opúsculo escrito en defensa de la soberanía, derechos y libertades de la Iglesia, atacadas en la Constitución Civil de 1857 y en otros decretos de la Nación.
- Defensa eclesiástia en el obispado de Michoacán desde fines de 1855 hasta principios de 1858.
- Prolegómenos a la teología moral.